# Horatio, Arkansas
Horatio là một thành phố thuộc quận Sevier, tiểu bang Arkansas, Hoa Kỳ. Năm 2010, dân số của thành phố này là 1044 người.

## Dân số
- Dân số năm 2000: 997 người.
- Dân số năm 2010: 1044 người.